# Ghiacciaio Nash
Il ghiacciaio Nash è un ghiacciaio lungo circa 32 km situato sulla costa di Pennell, nella regione nord-occidentale della Dipendenza di Ross, in Antartide. In particolare, il ghiacciaio, il cui punto più alto si trova a circa 1750 m s.l.m., ha origine nella parte settentrionale dei monti dell'Ammiragliato, in particolare dal versante settentrionale della dorsale Dunedin, e da qui fluisce in direzione nord-ovest scorrendo lungo tale versante per poi dirigersi verso nord scorrendo lungo il fianco orientale del monte Parker, fino a unire il proprio flusso a quello dei ghiacciai Wallis e Dennistoun per poi gettarsi in mare a est di capo Scott.

## Storia
Il ghiacciaio Nash è stato mappato per la prima volta dallo United States Geological Survey grazie a fotografie scattate dalla marina militare statunitense (USN) durante ricognizioni aeree e terrestri effettuate nel periodo 1960-63, e così battezzato dal Comitato consultivo dei nomi antartici in onore del tenente dell'USN Arthur R. Nash, elicotterista facente parte dello squadrone VX-6 durante le operazioni Deep Freeze del 1967 e del 1968.